# Kuschitische Sprachen

Verbreitung Kuschitischer und weiterer Afroasiatischer Sprachen in Afrika

Die kuschitischen Sprachen sind ein Primärzweig der afroasiatischen Sprachfamilie und werden im Nordosten Afrikas, vor allem am Horn von Afrika, gesprochen.
Bedeutendste Einzelsprachen sind das von etwa 30 Millionen Menschen gesprochene Oromo und das von mindestens 12 Mio. gesprochene Somali, die Nationalsprache Somalias. Weitere kuschitische Sprachen mit jeweils über einer Million Sprechern sind Sidama, Hadiyya, Bedscha und Afar.

## Klassifikation
Die kuschitischen Sprachen umfassen acht kleinere Einheiten, die allgemein anerkannt sind, deren Beziehungen untereinander aber umstritten sind.
Das in Ägypten, Eritrea und im Sudan gesprochene Bedscha wird meist als Nordkuschitisch eingeordnet, manchmal wird es aber als eigener Primärzweig des Afroasiatischen aus dem Kuschitischen ausgegliedert. Die Dullay-Sprachen, das Yaaku, die hochlandostkuschitischen Sprachen und die tieflandostkuschitischen Sprachen werden meist zum Ostkuschitischen zusammengefasst, das damit die größte Gruppe innerhalb des Kuschitischen bildet. Die Zusammengehörigkeit der Gruppe wird allerdings von einigen Wissenschaftlern bezweifelt. Zum Südkuschitischen rechnet Ehret 1980 die in Kenia und Tansania gesprochenen Rift-Sprachen, das Dahalo und das Mbugu, eine Kuschitisch-Bantu-Mischsprache. Das Dahalo wird auch zum Ostkuschitischen gerechnet; einige Forscher rechnen die Rift-Sprachen zum Tieflandostkuschitischen, sodass das Südkuschitische wegfiele. Das Agaw oder Zentralkuschitische umfasst mehrere Sprachen im äthiopischen Hochland, unter anderem Bilen und Awngi.
Damit erhält man die folgende Klassifikation (Agaw nach Appleyard 2006, Südkuschitisch nach Ehret 1980. Die umstrittenen Gruppierungen sind kursiv):
- Nordkuschitisch: Bedscha
- Agaw oder Zentralkuschitisch
  - Awngi
  - Nord-Agaw
    - Blin-Xamtanga:
      - Blin
      - Xamtanga

    - Qimant
- Ostkuschitisch

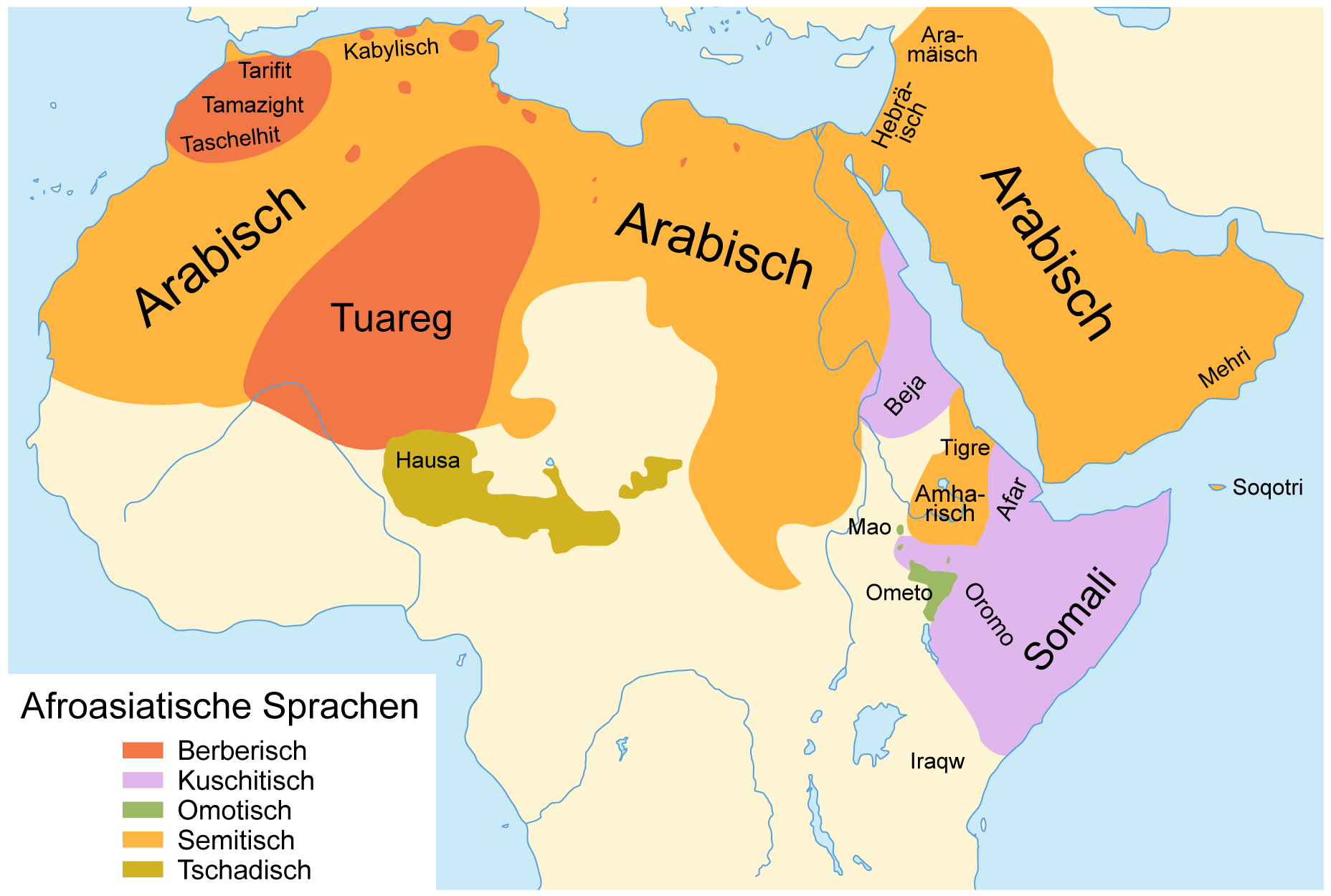
Kuschitisch (hellviolett gefärbt) innerhalb der Afroasiatischen Sprachen

  - Hochlandostkuschitisch: Sidama, Kambaata u. a.
  - Tieflandostkuschitisch: Saho-Afar, Omo-Tana-Sprachen, Oromo, Konso
  - Dullay
  - Yaaku
- Südkuschitisch
  - Dahalo
  - Mbugu
  - Rift-Sprachen: Iraqw u. a.

Traditionell wurden auch die omotischen Sprachen als Westkuschitisch zum Kuschitischen gerechnet; die meisten Wissenschaftler halten diese heute aber für einen eigenen Primärzweig des Afroasiatischen. Auch das Ongota wird vereinzelt zum Kuschitischen gerechnet.

## Forschungs- und Klassifikationsgeschichte
Die ersten wissenschaftlichen Untersuchungen zu kuschitischen Sprachen gehen auf Hiob Ludolf (1624–1704) zurück, der sich neben dem Äthiosemitischen auch mit dem kuschitischen Oromo befasste. Die ersten größeren Darstellungen kuschitischer Sprachen, wiederum des Oromo, wurden von Karl Tuschtek und Johann Ludwig Krapf zwischen 1840 und 1845 veröffentlicht. Zur gleichen Zeit wurden in Europa auch andere Sprachen Ostafrikas bekannt, die sich als mit dem Oromo verwandt erwiesen. Die erweiterte Kenntnis des Kuschitischen ermöglichte es bald, diese Sprachen als mit dem Semitischen und einigen nordafrikanischen Sprachen verwandt zu erkennen. Richard Lepsius fasste erstmals ostkuschitische Sprachen und das Bedscha unter der Bezeichnung „Kuschitisch“ als Untereinheit des „Hamitischen“, einem Vorläufer des heutigen Afroasiatischen, zusammen. Genauere Beschreibungen weiterer acht kuschitischer und einer omotischen Sprache legte gegen Ende des 19. Jahrhunderts der Österreicher Leo Reinisch vor. Er versuchte darüber hinaus erstmals eine Subklassifikation des Kuschitischen, die sich jedoch als nicht zutreffend erwies. Vor allem italienische Forscher machten sich in der ersten Hälfte des 20. Jahrhunderts um die Beschreibung neuer Sprachen und sprachvergleichende Forschung verdient. Unter ihnen ist insbesondere Martino Mario Moreno zu nennen, der 1940 eine neue Klassifikation vorschlug, die in ihren Grundzügen bis heute Gültigkeit hat:
- ani-ati-Sprachen
  - Nordkuschitisch: Bedscha
  - Zentralkuschitisch
  - Ostkuschitisch
    - Niederkuschitisch
    - Burji-Sadamo
    - Sonstige Gruppen
- ta-ne-Sprachen
  - Westkuschitisch
    - Yamna
    - Ometo
    - Himira
    - Gonga

Die Unterteilung in ani-ati- und ta-ne-Sprachen beruhte auf den unterschiedlichen Formen der Personalpronomina der 1. und 2. Person, die nur einen der zahlreichen gravierenden Unterschiede zwischen „Westkuschitisch“ und dem Rest bilden. Joseph Greenberg ordnete im Zuge seiner Neuklassifikation der Sprachen Afrikas auch eine Reihe von in Kenia und Tansania gesprochenen Sprachen als „Südkuschitisch“ zu; 1969 gliederte Harold C. Fleming das „Westkuschitische“ aus dem Kuschitischen aus und ordnete es unter dem Namen „Omotisch“ als eigenen Primärzweig des Afroasiatischen ein. In der 2. Hälfte des 20. Jahrhunderts wurden auch in der Subklassifikation des Ostkuschitischen, die in Morenos Klassifikation noch sehr grob ausgeführt war, Fortschritte erzielt.

## Phonologie

### Konsonanten
Ehret 1987 rekonstruiert ein proto-kuschitisches Konsonanteninventar. Wie für das Afroasiatische im Allgemeinen sind auch für das Kuschitische glottalisierte Laute, die pharyngalen Frikative [⁠ʕ⁠] und [⁠ħ⁠] und nur im Südkuschitischen zu findende laterale Frikative kennzeichnend. Darüber hinaus weisen größere Teile des Kuschitischen auch Labiovelare auf.

### Vokale
Im Bedscha, Ostkuschitischen, Südkuschitischen und vielleicht auch im Proto-Kuschitischen findet sich ein fünfstufiges System mit einer Opposition lang – kurz: a – e – i – o – u – aa – ee – ii – oo – uu. Im Agaw sind zusätzlich noch die Vokale æ, ə zu finden, es gibt dafür keine distinktive Bedeutung der Vokalquantität. Anzumerken ist aber, dass diese Übereinstimmungen vorwiegend typologischer Natur sind und die genetischen Korrespondenzen zwischen den einzelsprachlichen Systemen komplexer und weniger bekannt sind.

### Ton
In nahezu allen kuschitischen Sprachen ist der Ton von distinktiver Bedeutung; die meisten Systeme umfassen einen Hochton und einen neutralen Ton; teilweise finden sich auch Konturtöne. Oft markiert der Ton lediglich grammatikalische Unterscheidungen, wie in Bedscha kítaab „Buch“ – kitáb „Bücher“, er kann jedoch auch lexikalische Bedeutung haben, wie Minimalpaare wie Somali béer „Leber“ – beér „Garten“ zeigen.

## Morphologie

### Nominalmorphologie
In der Nominalmorphologie ist im Kuschitischen zwar eine große Diversität vorzufinden, es finden sich jedoch trotzdem Gemeinsamkeiten, die es mit anderen Primärzweigen des Afroasiatischen teilt.
Im Allgemeinen weist das Kuschitische die beiden Genera Maskulinum und Femininum, die Numeri Singular und Plural sowie teilweise mehrere Kasus auf. Das Femininum wird in der Mehrzahl der Sprachen mit einem Element t markiert, vergleiche Bedscha ʾoor „Sohn“ – ʾoor-t „Tochter“, Somali wiil-ka „Junge“ (maskulin) – beer-ta „Garten“ (feminin), Oromo soor-essa „reich“ (maskulin) – soor-ettii „reich“ (feminin). Im Gegensatz zum meist unmarkierten Singular finden sich verschiedene Mittel zur Bildung des Plurals: Jedoch können von der Bedeutung nach pluralischen Substantiven durch Suffixe auch sekundäre Singulative gebildet werden, siehe etwa Awnji bún „Kaffee“ – búna „Kaffeebohne“.
Im Proto-Kuschitischen existierten zwei oder drei Kasus, die mindestens im Maskulinum durch die Suffixe -a im Absolutiv und -u/i im Nominativ markiert wurden. Die Existenz eines Genitivs auf -i ist weniger wahrscheinlich.

### Verbalmorphologie

#### Präfixkonjugation
Im Bedscha und im Ostkuschitischen findet sich eine Konjugation mittels präfigierter Personenmarker. Dass es sich hierbei um einen Archaismus handelt, zeigt die Tatsache, dass diese Präfixkonjugation auf bestimmte Verben beschränkt ist, sich aber auch im Berberischen und Semitischen wiederfindet. In ihr werden durch Ablaut und Infixe mehrere Aspekte/Modi unterschieden. Das Bedscha verfügt über ein sehr komplexes System mit temporalen, modalen und aspektuellen Unterscheidungen, was zu einem großen Teil als Innovation angesehen werden muss. In den ostkuschitischen Sprachen hingegen werden nur ein Perfekt/Präteritum und ein Präsens/Imperfekt, teilweise auch ein Subjunktiv/Jussiv gebildet. Die Konjugation des Verbs „verschlingen“ lautet im Afar:
|          |    |    | Perfekt    | Imperfekt  | Subjunktiv |
| Singular | 1. |    | unḍuʿ-e    | anḍuʿ-e    | anḍaʿ-u    |
| Singular | 2. |    | t-unḍuʿ-e  | t-anḍuʿ-e  | t-anḍaʿ-u  |
| Singular | 3. | m. | y-unḍuʿ-e  | y-anḍuʿ-e  | y-anḍaʿ-u  |
| Singular | 3. | f. | t-unḍuʿ-e  | t-anḍuʿ-e  | t-anḍaʿ-u  |
| Plural   | 1. |    | n-unḍuʿ-e  | n-anḍuʿ-e  | n-anḍaʿ-u  |
| Plural   | 2. |    | t-unḍuʿ-en | t-anḍuʿ-en | t-anḍaʿ-un |
| Plural   | 3. |    | y-unḍuʿ-en | y-anḍuʿ-en | y-anḍaʿ-un |

#### Suffixkonjugation
Die Präfixkonjugation wurde in allen kuschitischen Sprachen durch eine kuschitische Innovation stark zurückgedrängt: der kuschitischen Suffixkonjugation, bei der die Konjugation mit suffigierten Personalendungen erfolgt. Trotz der äußerlichen Ähnlichkeit ist sie nach der allgemeinen Ansicht mit der afroasiatischen Suffixkonjugation genetisch nicht verwandt. Nach einer bereits Ende des 19. Jahrhunderts von Franz Praetorius vorgeschlagenen Theorie gehen ihre Personalendungen auf eine präfixkonjugierte Kopula zurück. Hinsichtlich der suffixkonjugierten Tempora, Modi und Aspekte bestehen große Unterschiede zwischen den verschiedenen Sprachen. Während etwa das Somali eine Vielzahl ausdifferenzierter Formen bilden kann, ist das System des ebenfalls ostkuschitischen Oromo sehr einfach und weist darüber hinaus Ähnlichkeiten mit den Ablautverhältnissen der Präfixkonjugation (Perfekt e, Imperfekt a, Subjunktiv u) auf, weshalb es besonders archaisch sein könnte (déem „gehen“):
|          |    |    | Perfekt  | Imperfekt | Subjunktiv |
| Singular | 1. |    | déem-e   | déem-a    | déem-u     |
| Singular | 2. |    | déem-te  | déem-ta   | déem-tu    |
| Singular | 3. | m. | déem-e   | déem-a    | déem-u     |
| Singular | 3. | f. | déem-te  | déem-ti   | déem-tu    |
| Plural   | 1. |    | déem-ne  | déem-na   | déem-nu    |
| Plural   | 2. |    | déem-tan | déem-tani | déem-tani  |
| Plural   | 3. |    | déem-an  | déem-ani  | déem-ani   |

#### Derivation
Durch Affixe lassen sich abgeleitete Verben bilden, wobei sich insbesondere die Affixe s für Kausative, m für passive und reflexive Verben und t für das Medium finden, siehe die folgenden Beispiele aus dem Somali:
- fur „öffnen“ > fur-am „geöffnet werden“
- fur „öffnen“ > fur-at „für sich öffnen“
- cun „essen“ > cun-sii „essen lassen“

### Überblick
- Gene B. Gragg: Cushitic languages. In: Burkhart Kienast: Historische semitische Sprachwissenschaft. Harrassowitz, Wiesbaden 2001, S. 574–617
- Hans-Jürgen Sasse: Die kuschitischen Sprachen. In: Bernd Heine, Thilo C. Schadeberg und Ekkehard Wolff: Die Sprachen Afrikas. Buske, Hamburg 1981, S. 189–215
- Mauro Tosco: Cushitic overview. In: Journal of Ethiopian Studies. Band 33, Nr. 2, 2000, S. 87–121.
- Andrzej Zaborski: The Verb in Cushitic. Krakau 1975

### Interne und Externe Klassifikation
- David A. Appleyard: Beja as a Cushitic Language. In: Gábor Takács (Hrsg.): Egyptian and Semito-Hamitic (Afro-Asiatic) studies. In memoriam W. Vycichl. Brill, Leiden 2004, ISBN 90-04-13245-7, S. 175–194.
- David A. Appleyard: Semitic-Cushitic/Omotic Relations. In: Stefan Weninger et al. (Hrsg.): The Semitic Languages: An International Handbook. DeGruyter - Mouton, Berlin 2011, S. 38–53.
- Robert Hetzron: The limits of cushitic. In: Sprache und Geschichte in Afrika. Band 2, 1980, S. 7–126.

### Rekonstruktion
- David L. Appleyard: A comparative dictionary of the Agaw languages. Köppe, Köln 2006. ISBN 3-89645-481-1
- Christopher Ehret: The historical reconstruction of Southern Cushitic phonology and vocabulary. Reimer, Berlin 1980, ISBN 3-496-00104-6
- Christopher Ehret: Proto-Cushitic Reconstruction. In: Sprache und Geschichte in Afrika, Band 8, 1987, S. 7–180
- Christopher Ehret: Revising the Consonant Inventory of Proto-Eastern Cushitic. In: Studies in African Linguistics. Band 22, Nr. 3, 1991, S. 211–275.
- Roland Kießling und Maarten Mous: The Lexical Reconstruction of West-Rift Southern Cushitic (= Kuschitische Sprachstudien. Band 21). Köppe, Köln 2003, ISBN 3-89645-068-9.
- Hans-Jürgen Sasse: The Consonant Phonemes of Proto-East-Cushitic (PEC): A First Approximation. Afroasiatic Linguistics, Volume 7, Issue 1 (October 1979). Undena Publications, Malibu 1979, ISBN 0-89003-001-4
- Andrzej Zaborski: Insights into Proto-Cushitic Morphology. In: Hans G. Mukarovsky (Hrsg.): Proceedings of the Fifth International Hamito-Semitic Congress. Band 2. AFRO-PUB, Wien 1991, ISBN 3-85043-057-X, S. 75–81.